# Эсперсен, Лене
Лене Фельтман Эсперсен (дат. Lene Feltmann Espersen, род. 26 сентября 1965 года, Хиртсхальс) — датская предпринимательница, экономист, бывший политический и государственный деятель. Кандидат экономики (cand.oceon.). Директор Датской ассоциации архитектурных бюро. Председатель совета Ольборгского университета. Председатель Консервативной народной партии (2008—2011), министр иностранных дел Дании (2010—2011), стала первой женщиной на этом посту, министр юстиции (2001—2008), министр экономики и промышленности (2008—2010), депутат парламента (фолькетинга) (1994—2014).

## Биография
Родилась 26 сентября 1965 года в Хиртсхальсе. Отец — судовладелец Оле Петер Эсперсен (Ole Peter Espersen), мать — бухгалтер Инге Тангорд (Inger Tanggaard Espersen). Сестра — актриса Анне Софи Эсперсен (род. 1973). Сын сестры — актёр Сильвестр Эсперсен Бидер (Sylvester Byder, род. 1999).
В 1972—1981 гг. училась в начальной школе коммуны Хиртсхальс. В 1981—1982 гг. училась в Йёррингской гимназии в Йёрринге. В 1982—1984 гг. училась по программе International Baccalaureate в Колледже UWC имени Лестера Пирсона в Метчосине на острове Ванкувер в Канаде, одном из колледжей движения United World Colleges. В 1984—1990 гг. училась в Орхусском университете. Получила степень кандидата экономики (cand.oecon.).
В 1991—1992 гг. работала в Орхусском центре полиграфии. В 1992—1994 гг. работала в BEC, одном из трёх крупнейших банковских центров данных, в Роскилле на острове Зеландия.
В 1985—1989 гг. была студенческим представителем в экономическом совете Орхусского университета. В 1986—1988 гг. была заместителем председателя студенческого крыла Консервативной народной партии. 9 сентября 2008 года стала председателем Консервативной народной партии. 13 января 2011 года ушла в отставку с поста председателя партии. Новым председателем был избран 14 января Ларс Барфёд.
По результатам парламентских выборов 21 сентября 1994 года избрана депутатом фолькетинга от Консервативной народной партии. Вместе с Лене Эсперсен были избраны ещё две молодые женщины от Консервативной народной партии — Генриетта Кьер и Гитте Сиберг. В 1990-х годах их называли Kylle, Pylle og Rylle — датский аналог Солли, Полли и Долли, племянниц Дейзи Дак, персонажей мультфильмов Уолта Диснея. Покинула фолькетинг в связи с переходом на работу директором Датской ассоциации архитектурных бюро 10 ноября 2014 года. Мандат перешёл к Даниелю Ругхольму.
27 ноября 2001 года получила портфель министра юстиции в третьем кабинете Фога Расмуссена под руководством премьер-министра Андерса Фога Расмуссена. 10 сентября 2008 года сменила Бендта Бендтсена на посту председателя Консервативной народной партии и должности министра экономики и промышленности в том же правительстве. Сохранила этот портфель в следующем первом кабинете Лёкке Расмуссена под руководством Ларса Лёкке Расмуссена. 23 февраля 2010 года получила портфель министра иностранных дел в том же правительстве. Стала первой женщиной на этом посту.
С 2014 года — директор Датской ассоциации архитектурных бюро. С 1 июля 2016 года — председатель совета Ольборгского университета.
12 июня 1999 года вышла замуж за Данни Фельтманна Эсперсена (Danny Feltmann Espersen), с которым познакомилась во время учёбы в университете, в церкви Хольмен в Копенгагене в присутствии СМИ и ряда известных политиков. Родила двух детей: Маркуса (Marcus, род. 2001) и Роберта (Robert, род. 2003).
В 2005 году издательство Kroghs Forlag опубликовало детскую книгу Лене Эсперсен Stygge Krumpens skat с иллюстрациями Марии Брамсен (Maria Bramsen). Лене Эсперсен и Вилли Сёвндаль приняли участие в книге «Есть прекрасная земля — Дания с Лене и Вилли» (Der er et yndigt land - Danmark rundt med Lene og Villy) Ларса Вестергора (Lars Vestergaard), опубликованной в 2008 году издательством Lindhardt og Ringhof.
В 2009 году в издательстве Documentas была опубликована биография «Называйте меня просто Лене» (Bare kald mig Lene), написанная журналистами Эсбеном Агерлином Ольсеном (Esben Agerlin Olsen) и Кимом Кристенсеном (Kim Kristensen).